# PC18 Fietsroute Koetschette - Martelange
De PC18 Schieferbrüche-Radweg (PC18 des Ardoisières) is een lange afstandsfietsroute (Piste Cycable) van het Luxemburgse nationale fietsroutenetwerk in Luxemburg. De route verbindt de PC17 Westen-Radweg en Koetschette met Martelange en het fietsroutenetwerk net over de grens in België. Het traject is bewegwijzerd in twee richtingen. 

## Traject
De route is vernoemd naar de leisteengroeven in het gebied en start in Koetschette. Hier kan worden aangesloten op de EuroVelo EV5 Via Romea Francigena en de PC17 Westen-Radweg. De EV5 loopt de gehele route parallel mee en kan in het eindpunt Martelange verder gevolgd worden.

## Aansluitingen met Europese routes
- Op de gehele route loopt de EuroVelo EV5 Via Romea Francigena parallel mee.

## Aansluitingen met andere routes
- In Koetschette kan worden aangesloten op de PC17 Westen-Radweg.
- Vanuit Martelange kan gebruik worden gemaakt van het fietsroutenetwerk ter plaatse.